# Grete Mecenseffy
Grete Mecenseffy (geboren als Margarethe Edle von Mecenseffy 9. August 1898 in Wien, Österreich-Ungarn; gestorben 11. September 1985 in Gallneukirchen) war eine österreichische  Historikerin und evangelische Theologin.

## Leben
Margarethe Edle von Mecenseffy war eine Tochter des Berufssoldaten Artur Edler von Mecenseffy (1865–1917) und der Hedwig Thausing, einer Tochter des Kunsthistorikers Moritz Thausing. Sie besuchte Schulen in Prag und Bozen sowie in Wien die Schwarzwaldschule. Die Matura machte sie als Externe am k. k. Akademischen Gymnasium in Wien. 1917 fiel ihr Vater, der den Rang eines Feldmarschallleutnants erreicht hatte, bei Asiago in Italien. 1919 wurden in der Republik Österreich die formalen Adelsprivilegien aufgehoben. 
Mecenseffy studierte Geschichte und Germanistik an der Universität Wien und wurde 1921 mit einer Dissertation über die diplomatischen Beziehungen Englands zu Österreich-Ungarn von 1868 bis 1871 bei A. F. Přibram promoviert. Für den Broterwerb legte sie 1923 die Lehramtsprüfung für Deutsch, Geschichte und Geographie ab. Von 1924 bis 1930 war sie Lehrerin an verschiedenen Privatschulen für höhere Töchter und danach bis 1946 an staatlichen Gymnasien. Parallel dazu arbeitete sie als Historikerin und forschte 1928/29 in spanischen, französischen und englischen Archiven zu den spanisch-österreichischen Beziehungen des 17. und frühen 18. Jahrhunderts. Mecenseffy erhielt 1944 einen Preis des Ibero-Amerikanischen Instituts Hamburg.
Nach Kriegsende arbeitete sie bis 1947 als Dolmetscherin bei der Militärregierung der britischen Zone. Im Rahmen der Entnazifizierung wurde sie am 24. Januar 1946 aus dem Schuldienst entlassen, da sie für die Zeit des Nationalsozialismus der Propaganda für die NSDAP und der Unterstützung des großdeutschen Gedankens beschuldigt wurde, was für einen Geschichtslehrer im Nachkriegsösterreich untragbar sei. 1948 wurde sie in den dauernden Ruhestand versetzt.   
Mecenseffy studierte nun in Wien Evangelische Theologie, vor allem beim Dozenten für Kirchengeschichte Wilhelm Kühnert, und für ein Jahr mit einem Stipendium des Hilfswerks der Evangelischen Kirchen der Schweiz an der Universität Zürich und in Basel. Sie wurde 1951 mit einer Dissertation zur Geschichte des Protestantismus in Oberösterreich in Wien promoviert. In der Folgezeit forschte und publizierte sie zur protestantischen Kirchengeschichte mit regionalgeschichtlichen und biografischen Akzenten und dem Schwerpunkt im 16. und 17. Jahrhundert und arbeitete vor allem zur Geschichte der Täuferbewegung im süddeutschen Raum. 
1952 habilitierte Mecenseffy für evangelische Kirchengeschichte, ab 1952 lehrte sie an der Evangelisch-theologischen Fakultät der Wiener Universität, sie wurde 1958 zur ao. Professorin und 1965 zur ordentlichen Professorin ernannt. Mecenseffy wurde 1966 als Pfarrvikarin ordiniert. Sie war Vertreterin der Reformierten Kirchen in der Generalsynode, von 1954 bis 1972 leitende Redakteurin des Reformierten Kirchenblattes, ab 1953 in leitender Funktion in der Gesellschaft für die Geschichte des Protestantismus in Österreich und ab 1953 mit Wilhelm Kühnert Herausgeberin des Jahrbuchs für die Geschichte des Protestantismus in Österreich. Im Jahr 1957 wurde sie Mitglied der Südostdeutschen Historischen Kommission und war 1958/59 Direktorin der wiedererrichteten evangelischen Lehrerbildungsanstalt in Oberschützen.
Mecenseffy wurde 1965 zur Ehrendoktorin der theologischen Fakultät der Universität Bern ernannt. Sie erhielt 1982 das Österreichische Ehrenkreuz für Wissenschaft und Kunst 1. Klasse.

## Schriften (Auswahl)
- Die Beziehungen Englands zu Österreich-Ungarn von 1866–1871. Dargestellt auf Grund der Akten des Wiener Staatsarchivs. Phil. Diss. Univ. Wien (1921)
- Karls VI. spanische Bündnispolitik 1725–1729. Ein Beitrag zur österreichischen Außenpolitik des 18. Jahrhunderts (1934)
- Im Dienste dreier Habsburger. Leben und Wirken des Fürsten Johann Weikhard Auersperg (1615–1677). In: Archiv für österreichische Geschichte 114 (1938), S. 295–509
- Jetzt kann ich Spanisch. Handbuch zur Vervollkommnung der Kenntnis der spanischen Sprache (1947)
- Zwei evangelische Städte und ihre Ratsbürger. Freistadt und Steyr im 16. Jahrhundert. Evangel.-theol. Habil.Schrift Univ. Wien (1951)
- Susanna Katharina von Klettenberg. In: Zeitschrift für Kirchengeschichte 65/1, 2 (1953/54)
- Habsburger im 17. Jahrhundert. Die Beziehungen der Höfe von Wien und Madrid während des Dreißigjährigen Krieges. In: Archiv für österreichische Geschichte 121/1 (1955)
- Geschichte des Protestantismus in Österreich. Böhlau, Graz 1956
- Der Nürnberger Kaufmann Johann Tobias Kießling und die österreichischen Toleranzgemeinden. In: Jahrbuch für die Geschichte des Protestantismus in Österreich 74 (1958)
- (Hrsg.): Quellen zur Geschichte der Täufer, 11. Band (1964), 13. Band (1972), 14. Band (mit Matthias Schmelzer, 1983)
- Die evangelische Kirche in Österreich und ihr Verhältnis zum Staate. In: Reformatio 15 (1966)
- Evangelische Lehrer an der Wiener Universität. Wien 1967
- Maximilian II. in neuer Sicht. In: Jahrbuch der Gesellschaft für die Geschichte des Protestantismus in Österreich 92 (1976), S. 42–5
- mit Hermann Rassl: Die evangelischen Kirchen Wiens. Zsolnay, Wien 1980